# Argyll’s Lodging

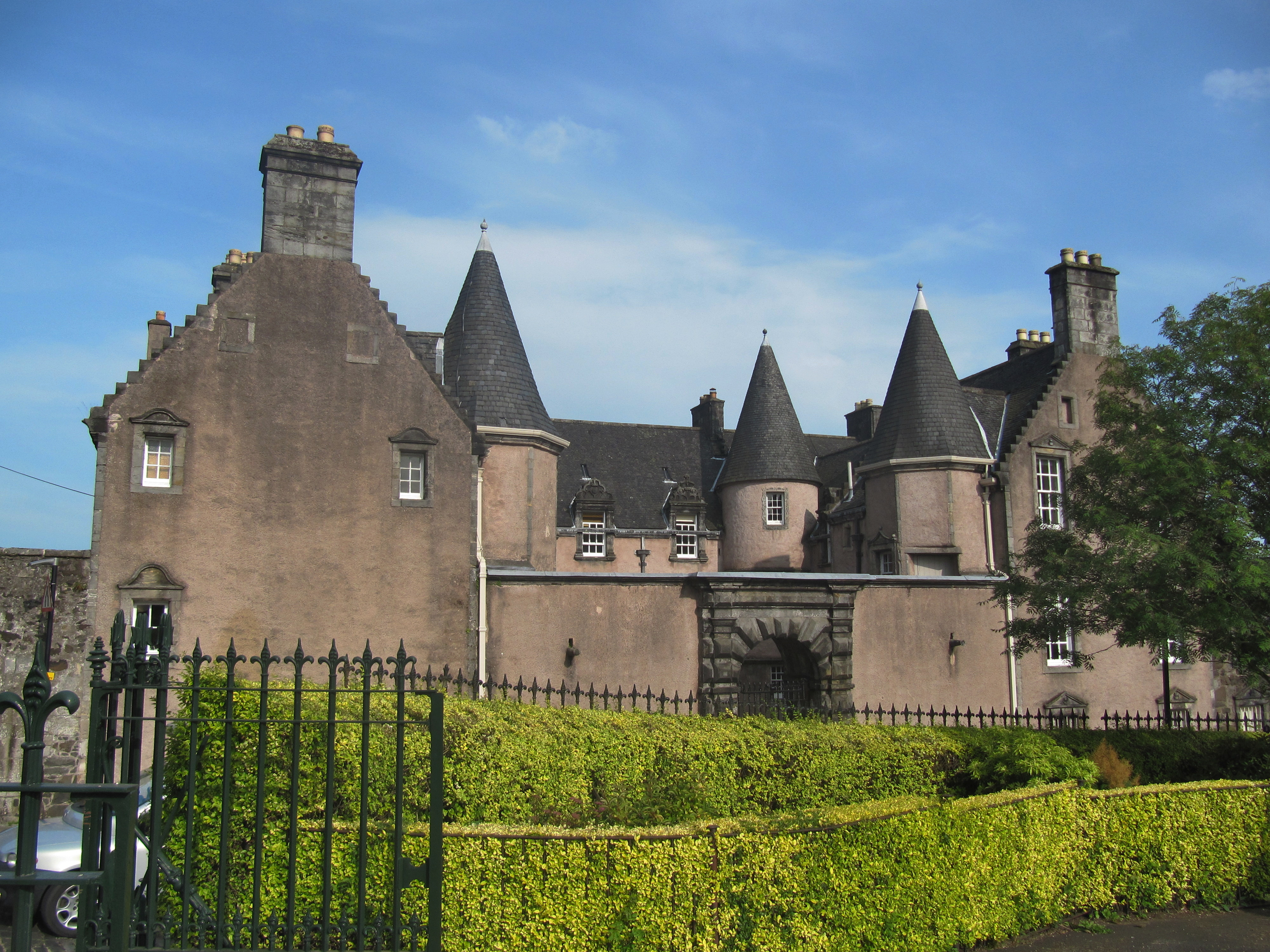
Argyll’s Lodging

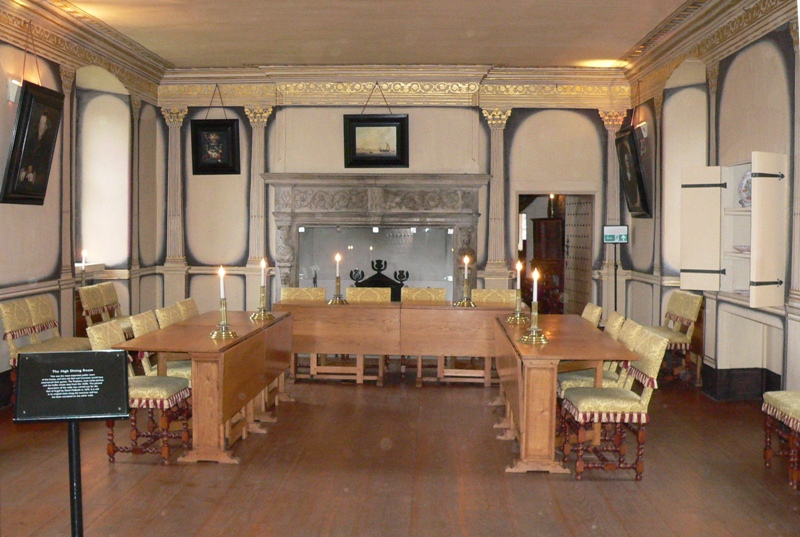
Speiseraum

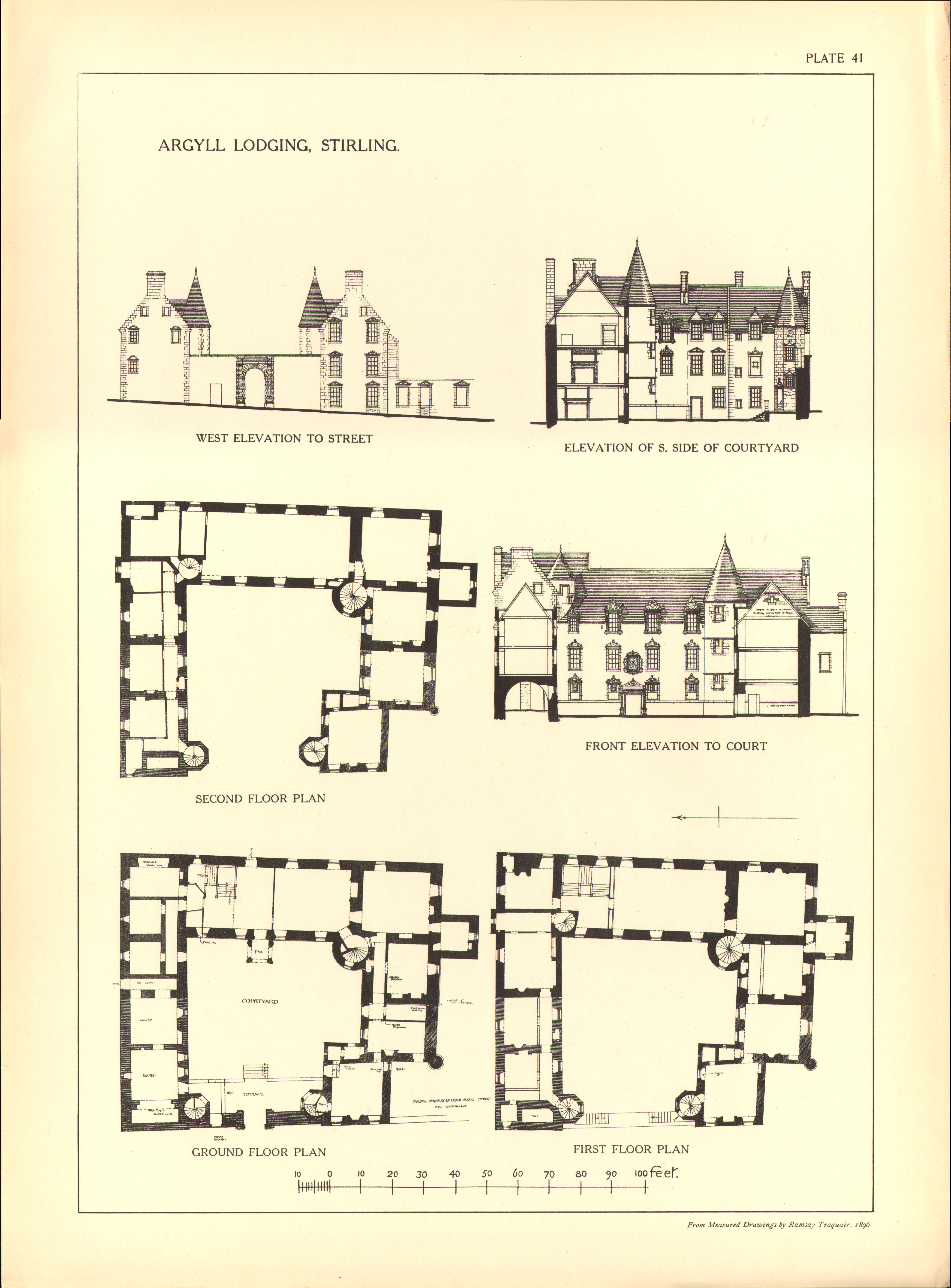
Grundrissplan

Die Argyll’s Lodging ist ein Wohngebäude in der schottischen Stadt Stirling in der gleichnamigen Council Area. 1965 wurde das Bauwerk in die schottischen Denkmallisten in der höchsten Denkmalkategorie A aufgenommen.

## Geschichte
Argyll’s Lodging geht zurück auf ein Tower House aus dem 16. Jahrhundert. Um 1630 erwarb William Alexander, 1. Earl of Stirling das Anwesen. Er ließ 1632 die ältesten Teile der Argyll’s Lodging errichten. 1666 erwarb Archibald Campbell, 9. Earl of Argyll das Gebäude und ließ es 1674 erweitern. John Campbell, 4. Duke of Argyll veräußerte das Anwesen im Jahre 1764 an die Krone, die es als Militärkrankenhaus nutzte. Heute wird das zwischenzeitlich restaurierte Gebäude als Jugendherberge genutzt.

## Beschreibung
Das Gebäude steht am Castle Wynd im historischen Zentrum Stirlings. In der direkten Umgebung befinden sich die Church of the Holy Rude, John Cowane’s House, Stirling Castle sowie die James Norrie’s Lodging. Es zählt zu den bedeutendsten Beispielen zeitgenössischer Stadthausarchitektur in Schottland. Das zwei- bis dreistöckige Gebäude weist einen U-förmigen Grundriss auf. Sein Harl-verputztes Mauerwerk besteht aus Bruchstein. Ein stark rustiziertes Portal an der Westseite führt auf den Innenhof. Dort befindet sich das dorisch ausgestaltete Hauptportal. Reich ornamentierte Gesimse bekrönen die Sprossenfenster und die pilastrierten Lukarnen. Die Treppentürme schließen mit Kegeldächern.